# Брестерниця
Брестерниця (словен. Bresternica) — поселення в общині Марибор, Подравський регіон‎, Словенія.